# فيليب كانديلورو
فيليب كانديلورو (من مواليد 17 فبراير 1972) لاعب متزلج على الجليد فرنسي سابق، حصل على ميدالية برونزية أولمبية مرتين (1994 ، 1998) ، حاصل على ميدالية عالمية مرتين (1994 فضية ، 1995 برونزية) ، حاصل على الميدالية الفضية الأوروبية مرتين (1993 ، 1997) ، وبطل وطني فرنسي أربع مرات (1994-1997). كان معلقًا في التلفزيون الفرنسي خلال أحداث التزلج على الجليد في الأولمبياد.